# ГЕС Вішнугад-Піпакоті
ГЕС Вішнугад-Піпакоті — гідроелектростанція, що спорудужється на півночі Індії у штаті Уттаракханд. Знаходячись між ГЕС Вішнупраяг (вище по течії) та ГЕС Срінагар, входить до складу каскаду на річці Алакнанда, лівій твірній Гангу.
У межах проекту річку перекриють бетонною гравітаційною греблею висотою 65 метрів і довжиною 90 метрів, на час спорудження якої воду відведуть за допомогою тунелю діаметром 10 метрів. Гребля утримуватиме водосховище з площею поверхні 25 гектарів та об'ємом 3,6 млн м3 (корисний об'єм 2,5 млн м3), в якому буде припустимим коливання рівня між позначками 1252,5 та 1267 метрів НРМ (під час повені до 1269 метрів НРМ).
Зі сховища ресурс спершу потраплятиме у три підземні камери для видалення осаду розмірами 390х20х18 метрів, після чого транспортуватиметься через прокладений під правобережним масивом дериваційний тунель довжиною 13,4 км з діаметром 8,8 метра. По завершенні він переходитиме у дві похилі напірні шахти довжиною по 0,31 км з діаметром 5,2 метра, а потім у чотири короткі напірні водоводи з діаметром 3,7 метра. В системі також працюватиме верхній вирівнювальний резервуар висотою 140 метрів з діаметром від 15 до 22 метрів.
Споруджений у підземному виконанні машинний зал матиме розміри 146х20 метрів при висоті 50 метрів. Крім того, існуватиме окреме підземне приміщення для трансформаторів розмірами 142х16 метрів при висоті 25 метрів.
Основне обладнання станції становитимуть чотири турбіни типу Френсіс потужністю по 111 МВт, які використовуватимуть напір у 237 метрів та забезпечуватимуть виробництво 1696 млн кВт-год електроенергії на рік.
Відпрацьована вода потраплятиме у нижню вирівнювальну камеру розмірами 120х16х35 метрів, після чого відводитиметься до річки по тунелю завдовжки 3,1 км з діаметром 8,8 метра.
Видача продукції відбуватиметься по ЛЕП, розрахованій на роботу під напругою 420 кВ.